# Joe Pearson
Joseph Pearson, detto Joe (California, 1956), è uno sceneggiatore e produttore televisivo statunitense, noto soprattutto come presidente e fondatore della Epoch Ink Animation.

## Biografia
Attivo nel campo dell'animazione fin dal 1983, Pearson ha collaborato alla realizzazione di serie televisive quali: The Get Along Gang, I piccoli, Scruffy, Nick's Thanksgiving Fest, DuckTales e il film d'animazione Zio Paperone alla ricerca della lampada perduta prima di fondare, nel 1993, la sua società d'animazione indipendente: la Epoch Ink Animation a Santa Monica, California.
Con la Epoch Ink, Pearson ha prodotto svariate serie televisive e film animati, ad esempio: Una giungla di stelle per capitan Simian, Mummies Alive! - Quattro mummie in metropolitana, RoboCop: Alpha Commando, Futurama, Gen¹³, Kong, Small Soldiers, Roswell Conspiracies e i video musicali Do the Evolution di Pearl Jam e Freak on a Leash dei Korn.
Nel 2008 fonda una nuova compagnia, la Tripod Entertainment, ed attualmente riveste il ruolo di presidente per entrambe.